# Crocallis albarracina
Crocallis albarracina is een vlinder uit de familie spanners (Geometridae). De wetenschappelijke naam is voor het eerst geldig gepubliceerd in 1940 door Wehrli.
De soort komt voor in Europa.